# استیون آرتورورری
استیون آرتورورری (انگلیسی: Stephen Arthurworrey؛ زادهٔ ۱۵ اکتبر ۱۹۹۴) بازیکن فوتبال اهل بریتانیا است.
از باشگاه‌هایی که در آن بازی کرده‌است می‌توان به باشگاه فوتبال ترانمره راورز، باشگاه فوتبال فولام، و باشگاه فوتبال یئوویل تاون اشاره کرد.